# Ivan Yefremov
Ivan Vladimirovich Yefremov (ros. Иван Ефремов; ur. 9 marca 1986) – uzbecki sztangista, brązowy medalista igrzysk olimpijskich i mistrzostw świata.

## Kariera
W 2010 roku został wicemistrzem igrzysk azjatyckich w wadze ciężkiej (do 105 kg). Na igrzyskach olimpijskich w Londynie w 2012 roku wywalczył brązowy medal w wadze ciężkiej. W zawodach tych wyprzedzili go jedynie Irańczyk Navab Nasirshelal oraz Polak Bartłomiej Bonk. Pierwotnie Yefremov zajął piąte miejsce, jednak w 2019 roku zdyskwalifikowani za doping zostali Ukrainiec Ołeksij Torochtij (1. miejsce) i inny Uzbek - Ruslan Nurudinov (4. miejsce), a brązowy medal przyznano Yefremovowi. Na rozgrywanych cztery lata później igrzyskach olimpijskich w Rio de Janeiro w tej samej kategorii wagowej zajął piąte miejsce. Zdobył ponadto brązowy medal na mistrzostwach świata w Anaheim (2017).